# جزر سليمان
جزر سُليمَان (بالإنجليزية: Solomon Islands)، هي دولة تقع في جنوب المحيط الهادي. تتألف من أكثر من 990 جزيرة، مجموع مساحتها 28,896 كم²، عاصمتها هونيارا، وعدد سكانها 720 ألف نسمة. اللغات الرسمية فيها هي الإنجليزية وبيجين.
يرأسها الملك تشارلز الثالث بصفته ملك جزر سليمان، ويمثله ديفيد فوناغي كحاكمٍ عام. أما رئيس الحكومة فهو جيريميا مانيلي (حل محل ريك هوينيبويلا في أبريل 2019)؛ مع العلم بأن سوغاڤارا كان قد تولى منصب رئيس وزراء البلاد ثلاث مرات قبل ذلك.
في 22 نوفمبر 2022، وقع زلزال بشدة 7 درجات على مقياس ريختر، وقال جورج هيرمنغ المتحدث بإسم مكتب رئيس الوزراء أن الزلزال لم يسبب خسائر في الأرواح، وأنه لا توجد أضرار كبيرة في المباني وسط هونيارا.

## تاريخ
جزر سليمان سكنت من قبل الميلانيسيين لأكثر من 30000 سنة. بدأ المستوطنون البولينيزيون بالوصول في سنة 4000 قبل الميلاد. أول أوروبي مكتشف الجزر كان بيدرو سارمينتو دي غامبوا في 1568. وساد الاعتقاد بأنها هي جزر سليمان الأسطورية الغنية بالذهب وفي أواخر القرن السادس عشر وأوائل السابع عشر حاول الإسبان الإستيطان بها ولكنهم فشلوا. بدأ المبشرون بزيارة جزر سليمان في وسط القرن 19. جعلوا فيها تقدم بسيط في بادئ الأمر، لأن «البلاك بيردينغ» (الاستخدام الوحشي في أغلب الأحيان من قبل العمال لمزارع السكر في كوينسلاند وفيجي) أدوا إلى سلسلة من الأعمال الانتقامية والمذابح. دفعت شرور تجارة العمال المملكة المتحدة لإعلان محمية في جنوب جزر سليمان في 1886 ووضعت الأجزاء الشمالية تحت السيطرة الألمانية. في سنة 1899، الجزر الشمالية أضيفت إلى المحمية في إطار اتفاق ألماني بريطاني بموجبه تنازلت ألمانيا عن الأجزاء التي تحتلها في جزر سليمان في مقابل اعتراف بريطانيا بادعاءات ألمانيا في تملك ساموا الغربية؛ في 1900 تكونت محمية جزر سليمان ووضعت تحت ولاية اللجنة العليا لغرب المحيط الهادئ ومقرها فيجي، واستقر المبشرون في جزر سليمان، وقاموا بتحويل أغلب السكان إلى المسيحية.
في القرن العشرين المبكر، بدأت عدة شركات بريطانية وأسترالية بزراعة جوز الهند بشكل واسع النطاق. رغم ذلك النمو الاقتصادي كان بطيئاً، وقد استفاد سكان الجزيرة بشكل ضئيل. في 1920 وضعت جزر سليمان تحت الانتداب الأسترالي. مع انتشار الحرب العالمية الثانية، قامت اليابان باحتلال البلاد. أكثر المزارعين والتجار أخلوا إلى أستراليا، وأغلب الزراعة توقفت. بعض من المعارك الأكثر حدة في الحرب العالمية الثانية حدثت في جزر سليمان. أهمها عمليات قوات التحالف ضد قوات الإمبراطورية اليابانية التي قامت في 14 أغسطس 1942 بالقصف البحري الآني والهبوط البرمائي على جزر فلوريدا في تولاغي والشاطئ الأحمر على جوادالكانال. معركة جوادالكانال كانت إحدى المعارك الأكثر أهمية المقامة في المحيط الهادي.
في عام 1945. انتقل مقر اللجنة العليا لغرب المحيط الهادئ إلى عاصمة جزر سليمان هونيارا. وفي سنة 1960 أنشئ بمقتضى الدستور مجلس تشريعى وآخر تنفيذي. في سنة 1974 حصلت البلاد على قدر كبير من الاستقلال والحكم الذاتي. في 7 يوليو 1978 حصلت البلاد على استقلالها من بريطانيا.
وعد رئيس الوزراء بتطبيق اللامركزية في حكم البلاد. وفي سنة 1988 انضمت جزر سليمان إلى دولتي فانوتو بابوا غينيا الجديدة لتكون مجموعة رأس الحربة للحفاظ على التقاليد الميلانيزية. تكونت حكومة وحدة وطنية في سنة 1990. بسبب العنف الطائفي والاحتقانات الإثنية والفساد الحكومي لا تتمتع البلاد بالأمان وتنتشر فيها الجرائم مما حدا برئيس الوزراء السير الآن كيماكيزا في سنة 2003 إلى طلب المساعدة من أستراليا التي قادت تحالف دولي من أجل إعادة الأمن إلى البلاد وإعادة بناء المؤسسات الحكومية.

## التقسيم الإداري
جزر سليمان تنقسم إلى 9 محافظات (provinces) في المستوى الإداري الأول. العاصمة هونيارا تقع في جزيرة جوادالكانال وهي لا تقع ضمن المحافظات وتحكم مفصلةً وتسمى منطقة العاصمة. عندما كانت الدولة تحت حماية المملكة المتحدة، كانت الدولة مقسمة إلى 12 ضاحية إدارية وهي: تشويسيول (Choiseul)، و سليمان الشرقية، و غيزو، و جوادالكانال (Guadalcanal)، و لورد هاو، و ملايتا، و نغيلا وسافو، و جزر رينيل وبيلونا، و سانتا كروز، و شورتلاندز، و سيكايانا (ستيوارت)، و يسابل وكاب مارش. وكانت العاصمة تولاغي (Tulagi).
بعد الحرب العالمية الثانية تم إعادة تنظيمها إلى أربع ضواحي وهي: الوسطى، و الغربية، و الشرقية، ومالالايتا. وتنقسم هذه الضواحي إلى مجالس. وتم نقل العاصمة إلى هونيارا. وورثت الدولة هذا التقسيم بعد الاستقلال في عام 1978. في عام 1981 تم إعادة تنظيم الدولة إلى 7 محافظات بتقسيم بعض الضواحي. الوسطى أنقسمت إلى المحافظة الوسطى و محافظة جوادالكانال و محافظة إزابيل. الضاحية الشرقية إنقسمت إلى محافظة ماكيرا و محافظة تيموتو. وتم تحويل الضواحي الغربية و مالالايتا إلى محافظات. وكان هذه المحافظات تمثل ما يقابلها من مجالس الضواحي السابقة قبل عام 1981. في عام 1983 تم فصل هونيارا من محافظة جوادالكانال وأصبحت منطقة عاصمة منفصلة. واستمر اعتبار المدينة كعاصمة لمحافظة جوادالكانال. في عام 1995 أنشأت محافظة تشويسيول من جزء من المحافظة الغربية و محافظة رينيل و بيلونا أنشأت من جزء من المحافظة الوسطى لتصبح المحافظات التسع الحالية.

### المحافظات

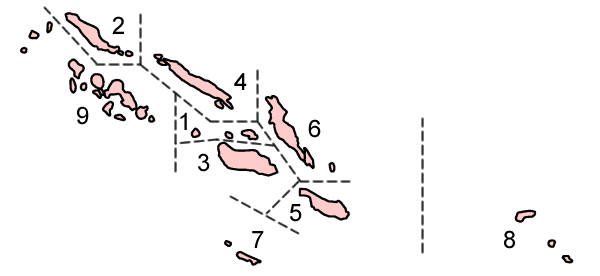
محافظات جزر سليمان، الأرقام حسب ترتيب الأحرف الإنجليزية.

| م | المحافظة             | العاصمة    | المساحة (كم²) | تعداد السكان إحصاء (1999) | الكثافة كم² (2019) | تعداد السكان إحصاء (2019) |
| - | -------------------- | ---------- | ------------- | ------------------------- | ------------------ | ------------------------- |
| 1 | المحافظة الوسطى      | تولاغي     | 615           | 21,577                    | 49.3               | 30,318                    |
| 2 | محافظة تشويسيول      | جزيرة تارو | 3,837         | 20,008                    | 8.0                | 30,775                    |
| 3 | محافظة جوادالكانال   | هونيارا    | 5,336         | 60,275                    | 28.9               | 154,022                   |
| 4 | محافظة إزابيل        | بوالا      | 4,136         | 20,421                    | 7.6                | 31,420                    |
| 5 | محافظة ماكيرا أولاوا | كيراكيرا   | 3,188         | 31,006                    | 16.2               | 51,587                    |
| 6 | محافظة مالايتا       | أوكي       | 4,225         | 122,620                   | 40.9               | 172,740                   |
| 7 | محافظة رينيل وبيلونا | تيغوا      | 671           | 2,377                     | 6.1                | 4,100                     |
| 8 | محافظة تيموتو        | لاتا       | 895           | 18,912                    | 25.7               | 22,319                    |
| 9 | المحافظة الغربية     | غيزو       | 5,475         | 62,739                    | 12.5               | 94,106                    |
| - | منطقة العاصمة        | هونيارا    | 22            | 49,107                    | 5,916.4            | 129,569                   |
| - | جزر سليمان           | هونيارا    | 28,400        | 409,042                   | 14.7               | 720,956                   |

[1] تم إستثناء تعداد منطقة العاصمة.

## جغرافيا
جزر سليمان هي مجموعة جزر تعرف باسم الأرخبيل الميلانيزي تقع شرق بابوا غينيا الجديدة وتشمل العديد من الجزر الكبرى التي يبلغ عددها 21: تشويسيول، جزر شورتلاند؛ جزر جورجيا الجديدة؛ سانتا إيزابيل؛ جزر روسل؛ نجيلا (جزر فلوريدا)؛ ماليتا؛ جوادالكانال؛ سيكيانا؛ ماراماسيك؛ ولوا؛ وكي؛ ماكيرا (سان كريستوبال)؛ سانتا آنا؛ رينيل وبيلونا؛ جزر سانتا كروز وثلاثة جزر صغيرة جداً وبعيدة، تيكوبيا، أنوتا، وفاتاكا. والجزر أصلها بركاني وتنشط فيها 4 براكين من حين لآخر وتغطي الجزر الغابات الاستوائية وتوجد المراعي في السهول الشمالية من جزيرة جوادال كنال المسافة بين الجزيرة أبعد الجزر الغربية وأبعد الجزر الشرقية تساوي تقريباً 1500 كيلومتر. إن جزر سانتا كروز، شمال فانواتو، هي بعيدة لأكثر من 200 كيلومتر عن الجزر الأخرى. بوجاينفيل جغرافياً هي جزء من جزر سليمان، لكنها سياسياً في بابوا غينيا الجديدة.
إن مناخ الجزر الاستوائي رطب جداً على مدار السنة، مع درجة حرارة متوسطة مقدارها 27 ° سيليزية (80 ° فهرينهايت). من يونيو إلى أغسطس هي الفترة الأبرد. الرياح الشمالية الغربية من نوفمبر إلى أبريل تجلب مطراً كثيراً ومتكرراً، بالإضافة إلى العواصف أو الأعاصير. المطر السنوي يساوي تقريباً 305 سنتيمتر (120 بوصة).

## خصائص سكانية

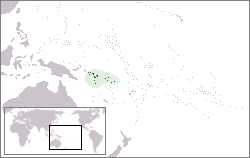
موقع جزر سليمان.

يبلغ عدد سكان جزر سليمان 720,956 نسمة. أغلبهم ينتسبون عرقياً إلى الميلانيسيون (94.5 %)، البولينيزيون (3 %)، والماكرونيون (1.2 %). هناك 74 لغة في جزر سليمان، 4 منهم انقرضت في الجزر الوسطى، اللغات الميلانيسية تستخدم. في رينيل وبيلونا في الجنوب، تيكوبيا، أنوتا وفاتاكا في الشرق الأقصى، سيكيانا في المنطقة الشمالية الشرقية، ولوانيوا في الشمال، تستخدم اللغات البولينيزية. السكان المهاجرون لجيلبيرتيس والتوفاليين يتكلمون اللغات الماكرونية. بينما يستخدم اللغة الإنجليزية، وهي اللغة الرسمية، 1 إلى 2 % من السكان فقط، لغة التعارف في جزر سليمان هي «بيجين». 96% من شعب جزر سليمان ديانتهم المسيحية، والبقية لهم أديان أخرى، ويبلغ عدد المسلمين حوالي 350 نسمة.